# ۱۳۳۳ (خورشیدی)
۱۳۳۳ هزار و سیصد و سی و سومین سال هجری خورشیدی سالی کبیسه بود.

## رویدادها
- ۲ خرداد - سیل ۱۳۳۳ خرمشهر.

## زادروزها
- ۱ فروردین - شهناز تهرانی، بازیگر
- ۱۰ فروردین - مجید انصاری، روحانی و سیاستمدار اصلاح طلب
- ۱۴ فروردین - رخشان بنی‌اعتماد، کارگردان و فیلمنامه‌نویس
- ۲۶ فروردین - اسماعیل سلطانیان، بازیگر (درگذشت ۱۴۰۲)
- ۳۰ فروردین - مهدی باکری، از فرماندهان سپاه پاسداران در جنگ ایران و عراق
- ۴ اردیبهشت - سید محمود علوی سیاستمدار و دولتمرد
- ۱۷ خرداد - محمد جعفر پوینده، مترجم، نویسنده و روشنفکر ایرانی و از مقتولین قتل‌های زنجیره‌ای
- ۱۹ خرداد - رضا معینی، مجری
- ۱ تیر - همایون رحیمیان، موسیقی‌دان
- ۱۰ تیر - حسین نوری، نقاش، نویسنده و کارگردان تئاتر و سینما
- ۲۵ تیر - حسین سحرخیز، بازیگر سینما، تئاتر، تلویزیون و کارگردان
- ۲۸ تیر - محمدرضا خباز، سیاستمدار اصلاح طلب
- ۲ مرداد - سید عطاء الله مهاجرانی، سیاستمدار ایرانی و وزیر فرهنگ و اشاد اسلامی در دولت محمد خاتمی
- ۱۸ مرداد - رضا سیروس صبری، معمار، استاد دانشگاه و پژوهشگر
- ۱ شهریور - گوهر خیراندیش، بازیگر و صداپیشه ایرانی
- ۹ شهریور - محمد جهان‌آرا، از فرماندهان نظامی ایران در جنگ ایران و عراق
- ۱۰ شهریور - محسن رضایی، سیاستمدار
- ۷ مهر - مسعود پزشکیان، نهمین رئیس جمهور ایران
- ۶ اسفند - ابراهیم رضایی بابادی، سیاستمدار، استاندار استان کرمانشاه در کابینه دولت یازدهم، نخستین استاندار خراسان جنوبی و سرپرست استانداری تهران در دولت محمد خاتمی[۱]
- ۲۸ اسفند - هایده حائری، بازیگر کارگران

تاریخ نامعلوم
خسرو قنبری تهرانی مسئول دفتر اطلاعات نخست وزیری 
- محسن شاه‌ابراهیمی، طراح صحنه و لباس
- داوود دانش جعفری، وزیر امور اقتصادی و دارایی دولت محمود احمدی‌نژاد
- محمدمهدی زاهدی، وزیر علوم، تحقیقات، و فناوری دولت محمود احمدی‌نژاد
- محمد سلیمانی، وزیر ارتباطات و فناوری اطلاعات دولت محمود احمدی‌نژاد
- سید محمد یثربی، فقیه و رئیس حوزه علمیه آیت‌الله یثربی کاشان
- سعید حجاریان، سیاستمدار
- غلامحسین نوذری، وزیر نفت در کابینه اول محمود احمدی‌نژاد
- طاهر شیخ‌الحکمایی، مجسمه‌ساز
- مجتبی رحماندوست، نویسنده
- روبرت صافاریان، منتقد و تحلیل‌گر فیلم و سینما ارمنی‌تبار

## درگذشت‌ها
- ۱۹ آبان - حسین فاطمی وزیر امور خارجه دولت محمد مصدق